# 시어도어 본 엘츠
시어도어 본 엘츠(Theodore von Eltz, 1893년 11월 5일 ~ 1964년 10월 6일)는 미국의 배우이다.

## 영화
- 더 씨 어라운드 어스 (1953년)
- 랩소디 인 블루 (1945년)
- 헐리우드 캔틴 (1944년)
- 폴로우 더 보이즈 (1944년)
- 에어 포스 (1943년)
- 영웅의 여자 (1942년)
- 요크 상사 (1941년)
- 스토리 오브 버넌 앤 아이린 캐슬 (1939년)
- 나이트 오브 나이츠 (1939년)
- 마리 앙투아네트 (1938년)
- 대뉴욕 (1938년)
- 더 파이어플라이 (1937년)
- 토퍼 (1937년)
- 더 로드 투 글로리 (1936년)
- 프라이빗 월드 (1935년)
- 브라이트 아이즈 (1934년)
- 인스퍼레이션 (1931년)
- 더 플로디갈 (1931년)
- 이혼녀 (1930년)
- 울프 선장 (1926년)